# Chubbuck
Chubbuck – miasto w Stanach Zjednoczonych, w stanie Idaho, w hrabstwie Bannock.